# NGC 6223
NGC 6223 este o galaxie situată în constelația Dragonul. A fost descoperită în 24 septembrie 1862 de către Heinrich Louis d'Arrest. Se află la o distanță de 83,76 de megaparseci de Pământ.